# Ескишехирспор
Ескишехирспор е турски професионален футболен отбор от град Ескишехир. Клубът е основан през 1965 г. и играе домакинските си мачове на стадион Ататюрк, който разполага с капацитет от 18 495 седящи места. Основните клубни цветове са жълто, червено и черно. Тимът се състезава в най-високото ниво на турския клубен футбол – Турската суперлига. Отборът е носител на купата на Турция за сезон 1970-71.

## Успехи
- Купа на Турция
  - Носител (1): 1971
- Суперкупа на Турция
  - Носител (1): 1971